# علي مصابيح
علي مصابيح، من مواليد 2 أبريل 1974 بحمام بوحجر بولاية عين تموشنت، لاعب كرة قدم جزائري سابق، قلب هجوم سابق لمنتخب الجزائر، لعب 28 مباراة دولية سجل فيها 14 هدف.
لعب مع عدة أندية أهمها مولودية وهران، احترف في فرنسا مع ناديي نادي مارتيغ ونادي غرونوبل.

## إنجازات اللاعب

### مع النوادي
- بطل كأس الجزائر عام 1996 مع مولودية وهران
- بطل كأس الكؤوس العربية للأندية عامي 1997 بالإسماعيلية و1998 ببيروت مع مولودية وهران
- بطل كأس السوبر العربية للأندية عام 1999 في دمشق مع مولودية وهران

### مع منتخب الجزائر
- مشاركة في كأس أمم إفريقيا مرتين في 1996 بجنوب أفريقيا و2000 بالكاميرون وغانا (الوصول إلى الدور ربع النهائي)

## روابط خارجية
- علي مصابيح على موقع الاتحاد الدولي (مؤرشف)  (الإنجليزية)
- علي مصابيح على موقع رابطة كرة القدم الفرنسية للمحترفين (الإنجليزية)
- علي مصابيح على موقع قاعدة بيانات كرة القدم.إي يو (الإنجليزية)
- علي مصابيح على موقع ناشيونال فوتبول تيمز (الإنجليزية)